# Ambulyx felixi
Ambulyx felixi är en fjärilsart som beskrevs av Clark 1924. Ambulyx felixi ingår i släktet Ambulyx och familjen svärmare. Inga underarter finns listade i Catalogue of Life.